# Andreï Vychinski
 (janvier 2010).
Andreï Ianouarievitch Vychinski (en russe : Андрей Януарьевич Вышинский) est un juriste et diplomate soviétique d'ethnie polonaise, né le 28 novembre 1883 (10 décembre dans le calendrier grégorien) à Odessa et mort le 22 novembre 1954 à New York. 
Il est principalement connu pour avoir été le procureur général des procès de Moscou organisés par Joseph Staline.

## Biographie

### Un juriste menchévique
Né à Odessa dans une famille polonaise catholique (Wyszyński), juriste de formation, parlant bien le français, Vychinski est avocat à Bakou quand il adhère à la fraction menchévique du POSDR en 1903. Il fait très tôt la connaissance de Staline. Plusieurs sources indiquent qu'il aurait été employé par l'Okhrana et infiltré dans le Parti comme agent provocateur. Quoi qu'il en soit, il ne rejoint les bolchéviques qu'en 1920, après s'être opposé à eux pendant la Révolution. Il grimpe ensuite les échelons avec une rapidité surprenante, sans doute explicable à la fois par sa fidélité aussi inconditionnelle que précoce à Staline, qui connaissait son passé et son absence absolue de scrupules  dans ses actes et ses prises de position[réf. souhaitée].
En 1922, il est désigné président du collège des avocats de Moscou. À cette fonction, il est un des instruments, sans doute le plus efficace, d'une propagande qui vise à donner au système judiciaire de la toute nouvelle Union soviétique les apparences du respect du principe de légalité, notamment dans les protections légales offertes aux accusés dans le cadre de leur défense.
Dès 1928, Vychinski mène les grands procès en tant que procureur de l'URSS. Contre Evgueni Pachoukanis, il définit les bases juridiques du droit soviétique et devient un des personnages les plus en vue du gouvernement.

### Les Procès de Moscou

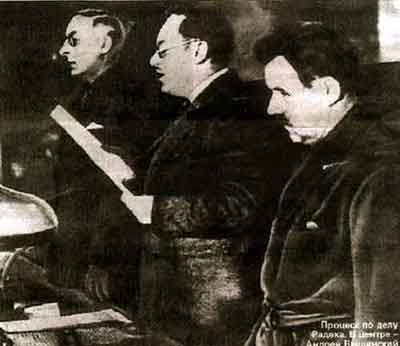
Vychinski lisant le verdict du procès Centre antisoviétique trotskyste de réserve en janvier 1937 (procès de Radek).

Il apparaît sur le devant de la scène lors des grands procès de Moscou, qui éliminent en plusieurs fournées, de 1936 à 1938, la quasi-totalité de la vieille garde bolchévique. Ses écarts de langage, ses insultes envers les condamnés, son mode d'accusation, toute sa personnalité soulèvent le dégoût et l'intérêt des journaux occidentaux qui, à l'époque, découvrent ces mises en scène stupéfiantes.
Les accusés reconnaissent eux-mêmes les forfaits qu'on leur reproche parce qu'ils sont soumis à des menaces ou, pire, parce qu'ils ont reçu des promesses de clémence s'ils agissent ainsi. Cette stratégie ne requiert aucune preuve alors même — comme le montra le procès de Zinoviev — que les engagements du procureur et de ses collaborateurs du NKVD n'ont jamais été tenus, la sentence de mort étant immédiatement exécutée après l'énoncé du verdict.
Des détails aujourd'hui mieux connus, démontrent des travers moraux de Vychinski, capable de traiter avec certains accusés pour exiger d'eux de l'argent tout en les dépouillant de leurs biens (comme il le fit en janvier 1937 avec la datcha de Leonid Serebryakov, devenue propriété du procureur, où Staline fut ensuite reçu plusieurs fois). De même, prendre la défense de certains prévenus pouvait être dangereux. On cite l'exemple de cet officiel du parti qui, venant au secours de sa nièce, osa exprimer des critiques envers les juges, ce qui le conduisit aussitôt à être accusé d'espionnage puis à être exécuté sans délai.

### Le diplomate soviétique
En juin 1940, Vychinski est envoyé comme commissaire politique en Lettonie pour y superviser la fondation d'une RSS et son intégration à l'Union soviétique. Il y est étonnamment bien reçu et purge violemment le minuscule Parti communiste local de ses éléments trotskistes et boukharinites. Sans doute pour le remercier de son aide décisive lors des procès de Moscou, Staline le récompense en faisant de lui un membre éminent du corps diplomatique soviétique. En février 1945, il est à la conférence de Yalta avec Staline, qui l'envoie ensuite à Bucarest pour y imposer, le 6 mars 1945, la mise en place d'un gouvernement communiste (en) pourtant dirigé par le non-communiste Petru Groza, alors président du Front des laboureurs ; enfin il est aux côtés de Staline en juillet 1945 à la conférence de Potsdam.
Vychinski devient ensuite, en 1945, représentant permanent de l'Union soviétique au Conseil de sécurité de l'ONU. Il est à ce titre, un des artisans de la guerre froide, prononçant plusieurs discours qui font date à la tribune des Nations unies.
Il retourne à Bucarest en décembre 1947 pour forcer le roi Michel à abdiquer, ce qui débouche sur la proclamation d'une république populaire qui intégrera peu après le bloc de l'Est.
Le décès de Staline en mars 1953 ne met pas un terme à la carrière de l'ancien procureur, qui conserve son poste dans l'appareil d'État. Quelques mois plus tard, le 22 novembre 1954, il meurt brutalement à New York. Ce décès subit fera quelque temps planer des rumeurs d'assassinat imputé aux nouveaux dirigeants soviétiques. Quoi qu'il en soit, il reçoit des funérailles nationales à Moscou avant d'être inhumé dans la nécropole du mur du Kremlin.